# Spongicoloides novaezelandiae
Spongicoloides novaezelandiae is een tienpotigensoort uit de familie van de Spongicolidae. De wetenschappelijke naam van de soort is voor het eerst geldig gepubliceerd in 1979 door Baba.